# Pheia gaudens
Pheia gaudens là một loài bướm đêm thuộc phân họ Arctiinae, họ Erebidae.